# Hundling
Hundling är en kommun i departementet Moselle i regionen Grand Est (tidigare regionen Lorraine) i nordöstra Frankrike. Kommunen ligger i kantonen Sarreguemines-Campagne som tillhör arrondissementet Sarreguemines. År 2022 hade Hundling 1 344 invånare.

## Befolkningsutveckling
Antalet invånare i kommunen Hundling
| Referens: INSEE |